# Inflor
En medicina i especialment en semiologia clínica, la inflor o tumefacció és una protuberància tova en el cos, que pot incloure tumors. Segons la causa, pot ser congènit, traumàtic, inflamatori, neoplàstic o un altre divers.
Això pot ocórrer en totes les parts del cos (generalitzat), o una part específica o en un òrgan específic (localitzats). La inflor es considera una de les cinc característiques de la inflamació, juntament amb dolor, calor, enrogiment i pèrdua de funció.
En un sentit general, el sufix metge «-megàlia» és usat per indicar un creixement, com en hepatomegàlia, acromegàlia i esplenomegàlia.
Una part del cos pot inflar en resposta a ferides, infecció o malaltia, així com a causa d'un edema subjacent. Un exemple d'això és la inflor del turmell, que pot passar per tot això, fins i tot si hi ha mala circulació sanguínia.
La inflor generalitzada, o edema massiu (també anomenada anasarca), és un signe comú en les persones severament malaltes. Encara que l'edema lleu pugui ser difícil de descobrir a l'ull inexpert, sobretot en una persona amb sobrepès o obesa, l'edema massiu és molt obvi.